# Bramocharax
Bramocharax is een geslacht van straalvinnige vissen uit de familie van de karperzalmen (Characidae).

## Soorten
- Bramocharax baileyi Rosen, 1972
- Bramocharax bransfordii Gill, 1877
- Bramocharax caballeroi Contreras-Balderas & Rivera-Tiellery, 1985
- Bramocharax dorioni Rosen, 1970